# Liste der Kulturdenkmäler in Koblenz-Pfaffendorf
In der Liste der Kulturdenkmäler in Koblenz-Pfaffendorf sind alle Kulturdenkmäler im Stadtteil Koblenz-Pfaffendorf der rheinland-pfälzischen Stadt Koblenz aufgeführt. Grundlage ist die Denkmalliste des Landes Rheinland-Pfalz (Stand: 28. Juni 2023).
Die Kulturdenkmäler sind Teil des seit 2002 bestehenden UNESCO-Welterbes Oberes Mittelrheintal.

## Denkmalzonen
| Bezeichnung                  | Lage                                         | Baujahr | Beschreibung | Bild            |
| ---------------------------- | -------------------------------------------- | ------- | --- | --------------- |
| Denkmalzone Ravensteynstraße | Ravensteynstraße 18-26 (gerade Nummern) Lage | um 1900 | Zeile von zweigeschossigen traufständigen Wohnhäusern mit Drempelgeschoss auf der Westseite der Ravensteynstraße, um 1900 | Fotos hochladen |

## Einzeldenkmäler
| Bezeichnung                                | Lage                                      | Baujahr                     | Beschreibung | Bild                           |
| ------------------------------------------ | ----------------------------------------- | --------------------------- | --- | ------------------------------ |
| Hof von Umbscheiden                        | Bienhornstraße 5 Lage                     | 18. Jahrhundert             | dreigeschossiger Putzbau, teilweise Fachwerk, im Kern aus dem 18. Jahrhundert | Fotos hochladen                |
| Pfaffendorfer Brücke                       | Brückenstraße, Emser Straße Lage          | 1862–64                     | 1862–64 als Eisenbahnbrücke nach Plänen von Emil Hermann Hartwich errichtet, 1932/34 Umbau: zwei Turmstümpfe, daran anschließend zweistöckige, kasemattierte Nordrampe (Eisenbahnviadukt Brückenstraße), Wachturm 1 (1932 auf Brückennivau abgebrochen) und Wachturm 2, mit zweistöckiger, kasemattierter Verbindungsmauer zum ehemaligen Horchheimer Tor | weitere Bilder Fotos hochladen |
| Evangelische Christuskirche                | Brückenstraße 2a Lage                     | 1901/02                     | neugotischer Bau mit querhausähnlichem Anbau, 1901/02, Architekt Ehrhardt Müller, Koblenz | weitere Bilder Fotos hochladen |
| Katholische Pfarrkirche St. Peter und Paul | Emser Straße Lage                         | 1901–03                     | neugotische Basilika, anspruchsvoller Sandstein(quader)bau, 1901–03, Architekt Leopold Schweitzer, Koblenz | weitere Bilder Fotos hochladen |
| Wohnhaus                                   | Emser Straße 81 Lage                      | um 1900                     | blockartiger dreigeschossiges Backsteinbau mit Walmdach, neugotische Motive, um 1900 | Fotos hochladen                |
| Wohnhaus                                   | Emser Straße 104 Lage                     | 1897                        | Backsteinbau mit Krüppelwalmdach, 1897 | Fotos hochladen                |
| Wohnhäuser                                 | Emser Straße 111/114 Lage                 | um 1900                     | backsteingegliederte Putzbauten, um 1900 | Fotos hochladen                |
| Wohnturm                                   | Emser Straße 115 Lage                     | 12. oder 13. Jahrhundert    | im Kern romanischer Wohnturm, Mauerwerk des 12. oder 13. Jahrhunderts | Fotos hochladen                |
| Grundschule Pfaffendorf                    | Emser Straße 125 Lage                     | Ende des 19. Jahrhunderts   | kastenartiger Backsteinbau über hohem Sockelgeschoss, Ende des 19. Jahrhunderts | weitere Bilder Fotos hochladen |
| Wahrschaustation                           | Emser Straße, gegenüber Nr. 176 Lage      | 1907                        | eingeschossiger Backsteinbau, Fachwerkdrempel, Pyramidendach, 1907 | weitere Bilder Fotos hochladen |
| Villa                                      | Emser Straße 177 Lage                     | 1897/98                     | Halbvilla, spätklassizistischer Putzbau, bezeichnet 1897/98 | Fotos hochladen                |
| Wohnhaus                                   | Emser Straße 235 Lage                     | 1912                        | Wohnhaus auf spitzwinkligem Grundstück; über den rheinseitigen Kellergeschossen (Ufermauer aus Bruchstein) zwei Zierfachwerkgeschosse, 1912, Architekten Gebrüder Fritze, Koblenz; straßen- und ortsbildprägend | Fotos hochladen                |
| Wegekreuz                                  | Emser Straße, vor Nr. 235 Lage            | 1710                        | Wegekreuz, bezeichnet 1710 | Fotos hochladen                |
| Grenzstein                                 | Emser Straße, gegenüber Nr. 236 Lage      | 1687                        | Grenzstein, bezeichnet 1687, an der Bahntrasse | Fotos hochladen                |
| Wendelinuskapelle                          | Hermannstraße, Ecke Ellingshohl Lage      | 19. Jahrhundert oder früher | kleiner Giebelbau mit Freitreppe, spätestens aus dem 19. Jahrhundert | weitere Bilder Fotos hochladen |
| Haus Cuno                                  | Hermannstraße 1 Lage                      | 1893                        | auch Cunoburg; späthistoristische burgartige Villa, additiver aufragender Baukörper, teilweise Fachwerk, 1893, Architekt Hermann Cuno, Koblenz; zugehörig Felssporn samt Stützmauern; bauliche Gesamtanlage, landschafts- und ortsbildprägend | weitere Bilder Fotos hochladen |
| Kloster Bethlehem                          | Hermannstraße 29 Lage                     | 1903/04                     | Kloster der Heiligen Familie von Bethlehem der Klarissen-Kapuzinerinnen von der Ewigen Anbetung; Klosterkirche neuromanischer Saalbau, angrenzend Putzbau mit Treppenturm, 1903/04; Gesamtanlage | weitere Bilder Fotos hochladen |
| Wohnhaus                                   | Ravensteynstraße 6 Lage                   | 1903                        | Putzbau mit Fachwerkdrempel, 1903, Architekten Gebrüder Friedhofen, Koblenz; straßenbildprägend | Fotos hochladen                |
| Friedhofskreuz und Grabmal                 | Ritterstraße, auf dem Alten Friedhof Lage | Ende des 19. Jahrhunderts   | Friedhofskreuz, Eisenguss, Sayner Hütte, 1897; Grabstätte Generalmajor August von Seel († 1884), liegende Marmorplatte mit Wappen | Fotos hochladen                |
| Epitaph                                    | Wendelinusstraße Lage                     | 18. Jahrhundert             | an einer Böschungsmauer des Bahndammes Epitaph Umbscheiden, 18. Jahrhundert | Fotos hochladen                |